# Marcel Heyninck
Marcel Heyninck (Antwerpen, 9 maart 1931 - aldaar, 17 september 2013) was een Belgisch waterpoloër.

## Levensloop
Heyninck was aangesloten bij AZC. Daarnaast maakte hij deel uit van het Belgisch nationaal waterpoloteam, waarmee hij onder meer deelnam aan de Olympische Zomerspelen van 1952 te Helsinki. Met de nationale ploeg werd hij aldaar zesde.
Hij overleed in het Sint-Vincentiusziekenhuis (GZA) te Antwerpen.